# Glanshägg
Glanshägg (Prunus serotina) är en rosväxtart som beskrevs av Jakob Friedrich Ehrhart. Glanshägg ingår i släktet prunusar, och familjen rosväxter. Växten tillskrivs i Sverige hög risk för invasivitet. I Mellaneuropa kallas den ibland för "skogspest", då den tränger undan inhemska arter.

## Underarter
Arten delas in i följande underarter:
- P. s. capuli
- P. s. eximia
- P. s. rufula
- P. s. virens

## Bildgalleri

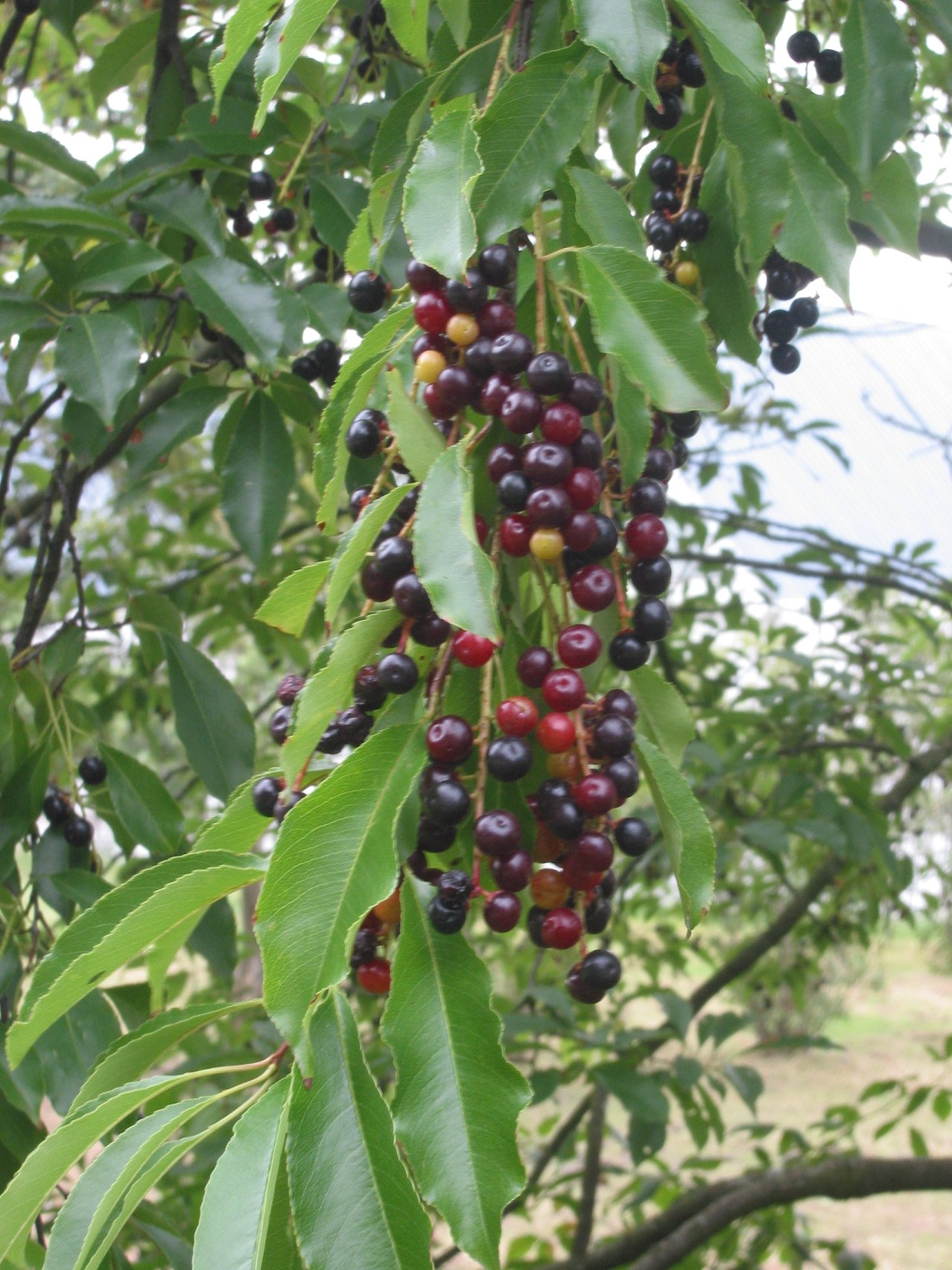
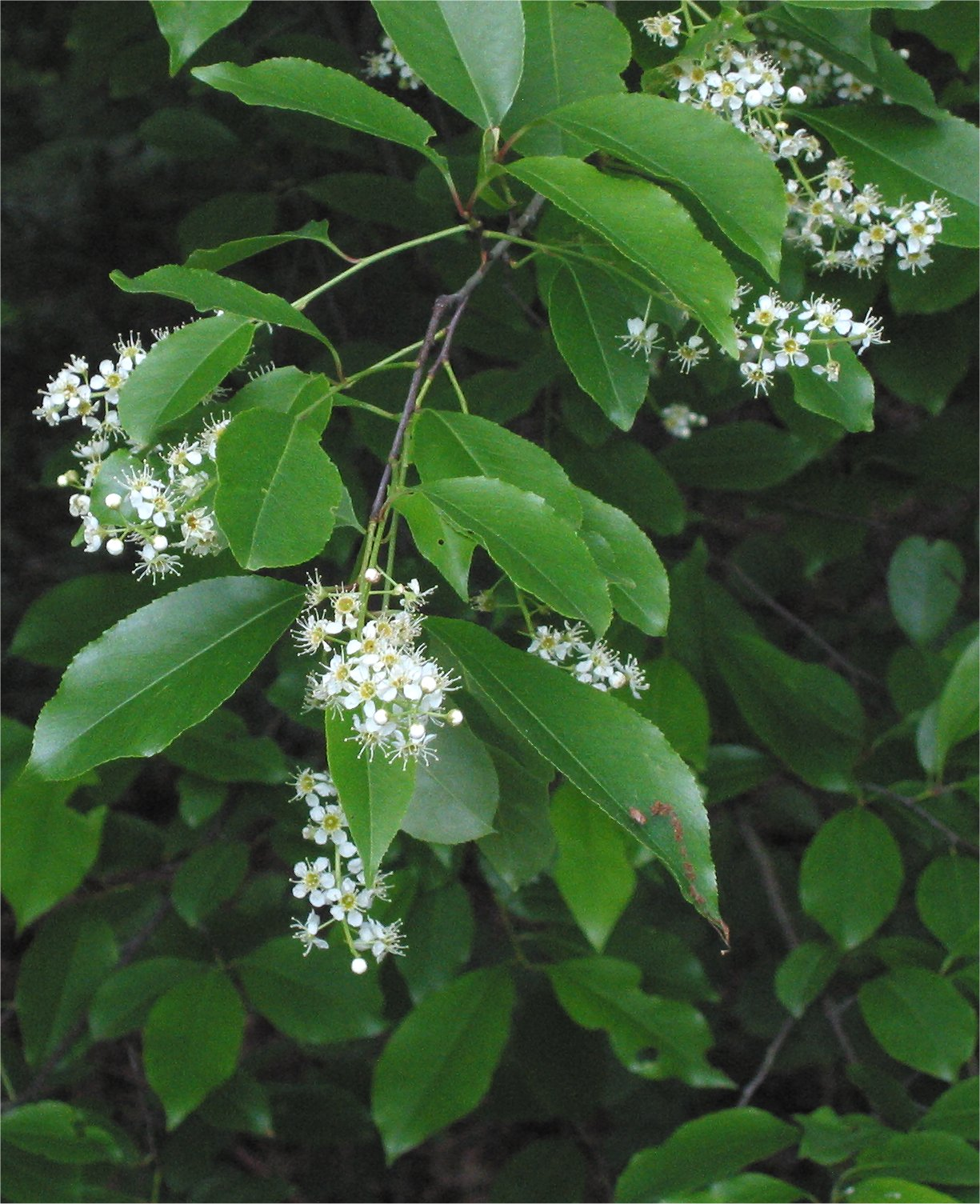
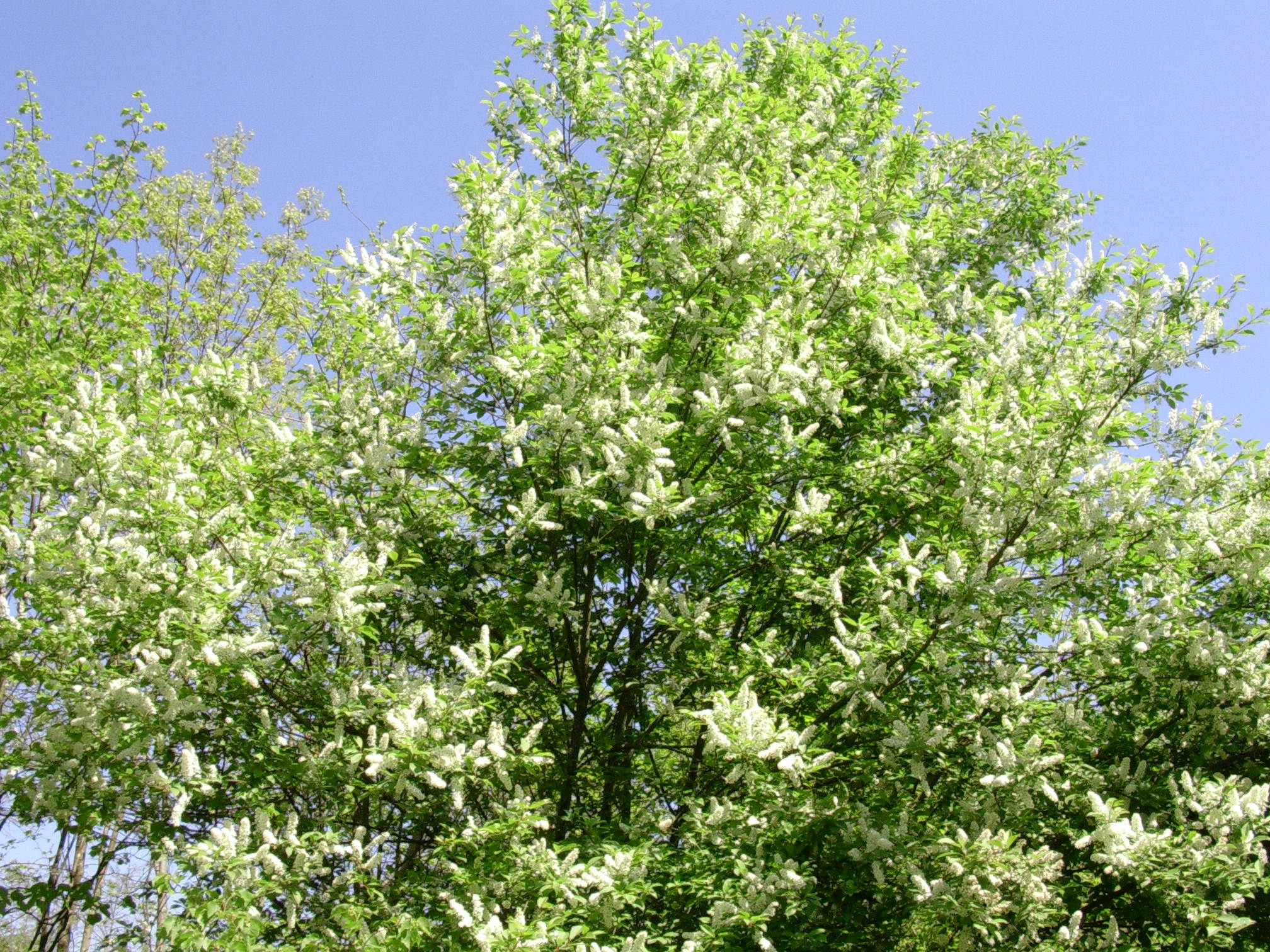
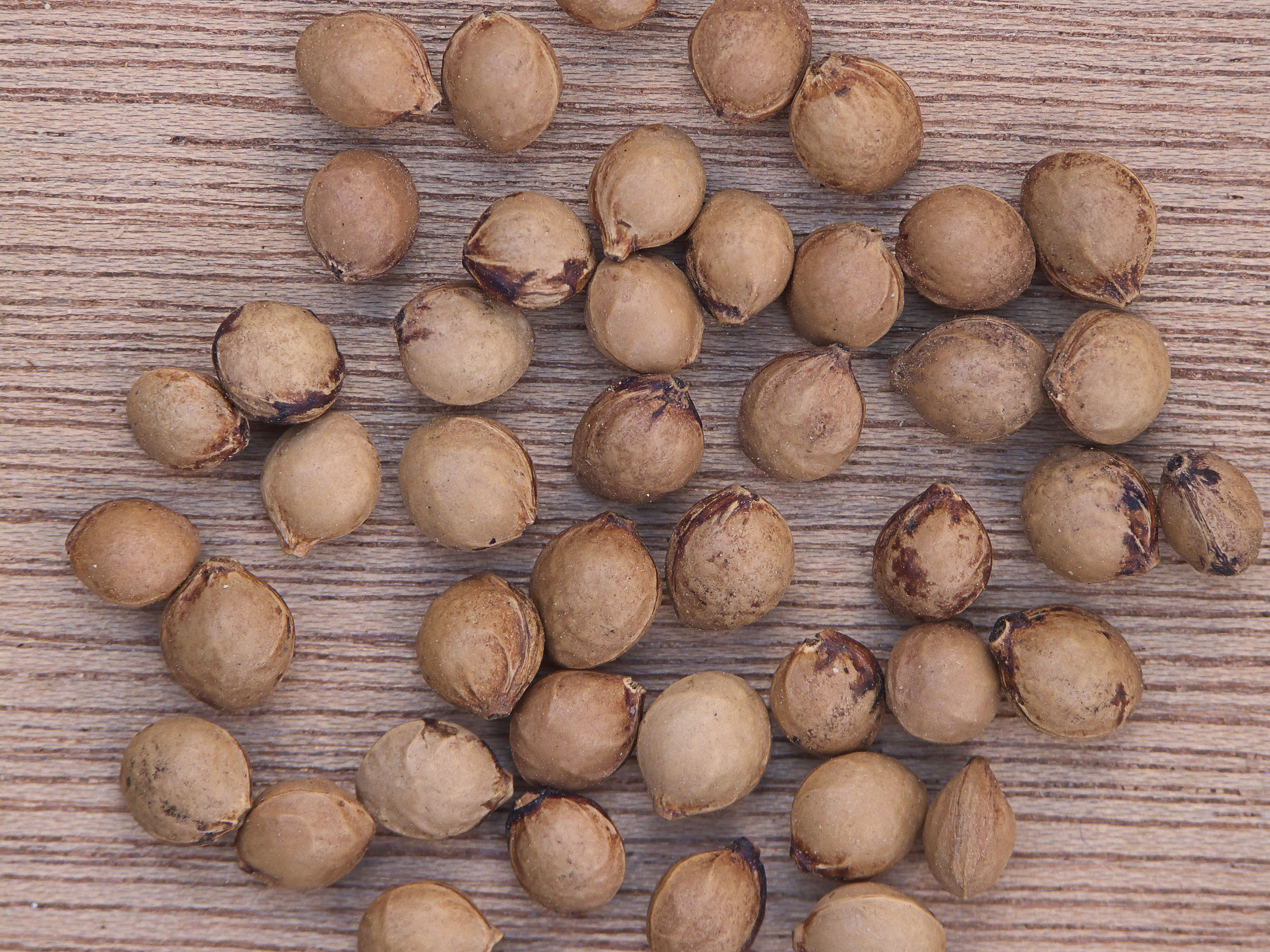
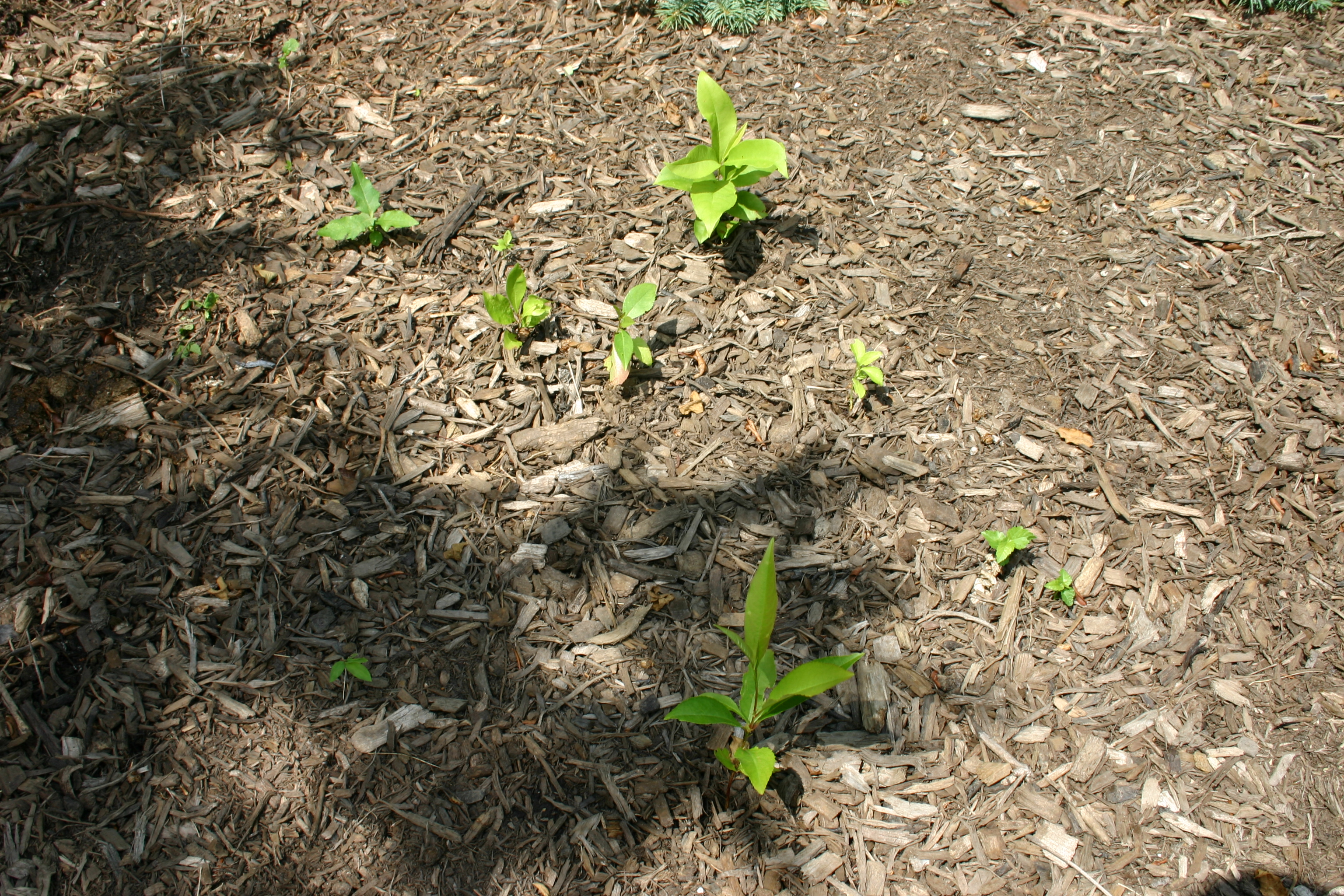